# آرکی‌گرم

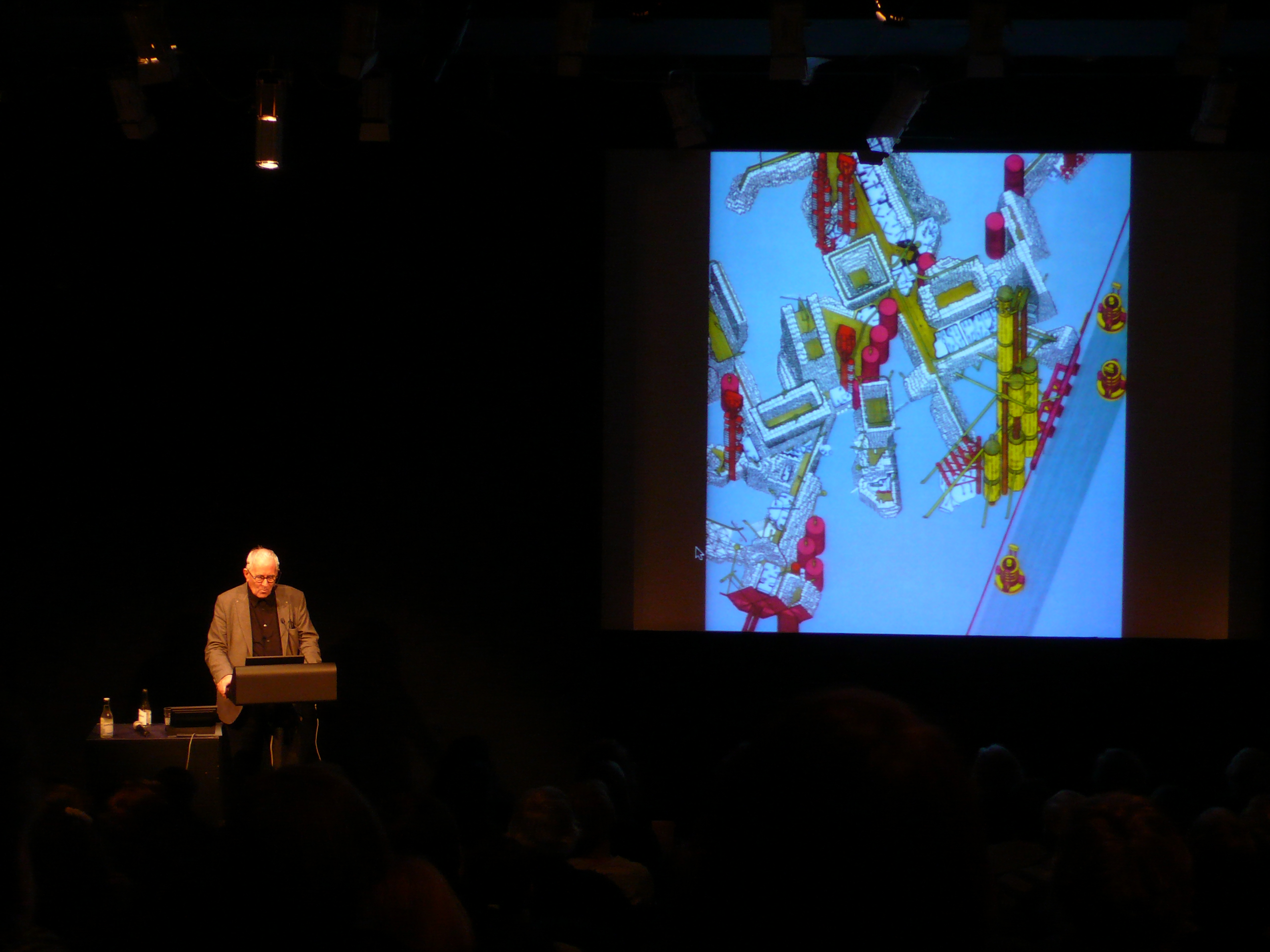
پیتر کوک در حال ارائهٔ «شهر پلاگین (افزونه)»

آرکی‌گرم (انگلیسی: Archigram)یک گروه پیشرو (آوانگارد) معماری بود که در دههٔ ۱۹۶۰ میلادی در مدرسه معماری انجمن معماری لندن شکل گرفت. فلسفهٔ این گروه مبتنی بر نوآینده‌گرایی، ضدقهرمان‌گرایی و دفاع از مصرف‌گرایی بود. این گروه از تکنولوژی الهام می‌گرفت تا واقعیتی جدید ایجاد کند که تنها از طریق پروژه‌های فرضی بیان می‌شود. این گروه کار خود را با انتشار مجله ای شروع کرد که عنوان گروه نیز از عنوان همین مجله گرفته شده‌است. اعضای اصلی این گروه پیتر کوک، وارن چاک، ران هرون، دنیس کرمپتون و دیوید گرین بودند. گفته می‌شود تئو کرازبی «دست پنهان» پشت طراحی‌های این گروه بود.
آرکی‌گرام تلاش داشت تا از تبدیل مدرنیسم به یک فرقهٔ عقیم و سترون جلوگیری کند. این گروه در سال ۲۰۰۲ مدال طلای انجمن معماران سلطنتی بریتانیا را دریافت کرد.
از پروژه‌های بحث‌انگیز آرکی‌گرام، پروژه شهر متحرک (ران هرون ۱۹۶۶) بود؛ تصویری از یک شهر غول پیکر که با پاهایی مانند حشرات قادر است به هر کجایی که ساکنان آن می‌خواهند، برود؛ این پروژه از ربات‌های هوشمند غول آسا ساخته شده بود که زندگی در درون پوسته آن جریان داشت و می‌توانست از شهری به شهر دیگر نقل مکان کند. این فرم از ترکیب ماشین و حشره ساخته شده بود و به نوعی ترجمان جمله معروف لوکوربوزیه بود که «خانه ماشینی برای زندگی است.»